# King Kong
Pour les articles homonymes, voir King Kong (homonymie) et Kong.
Pour le chanteur de reggae, voir King Kong (reggae)
Pour la série française, voir Kim Kong.
King Kong ou Kong est un monstre de fiction ayant l'apparence d'un gorille géant. Il apparaît initialement en 1933 dans le film du même nom, réalisé par Merian C. Cooper et Ernest B. Schoedsack. King Kong devient rapidement une icône du cinéma fantastique et, depuis les années 1930, connaît de nombreuses adaptations (dessins animés, romans, comics, jeux vidéo, parcs à thème…). L'image de ce gorille géant, tenant dans sa main une jeune femme et affrontant des avions au sommet d'un gratte-ciel, est fortement ancrée dans la culture populaire.

## Origines du nom
Dans les premières versions du scénario, Merian C. Cooper envisageait que le nom du gorille serait simplement The Beast (« La Bête ») et que le film se nommerait Jungle Beast (« La Bête de la Jungle »). Mais la société de production RKO demanda un titre plus mystérieux et sauvage. Cooper choisit finalement pour son personnage le nom de Kong, qui était celui d'une chaîne montagneuse imaginaire, d'une cité et d'un royaume africain du XIXe siècle, dans le nord-est de l'actuelle Côte d'Ivoire, auquel il rajouta le nom de « King » (« roi » en anglais), pour que les spectateurs ne prennent pas le film pour un simple documentaire et comprennent bien qu'il s'agit d'une fiction.

## Apparences et environnement

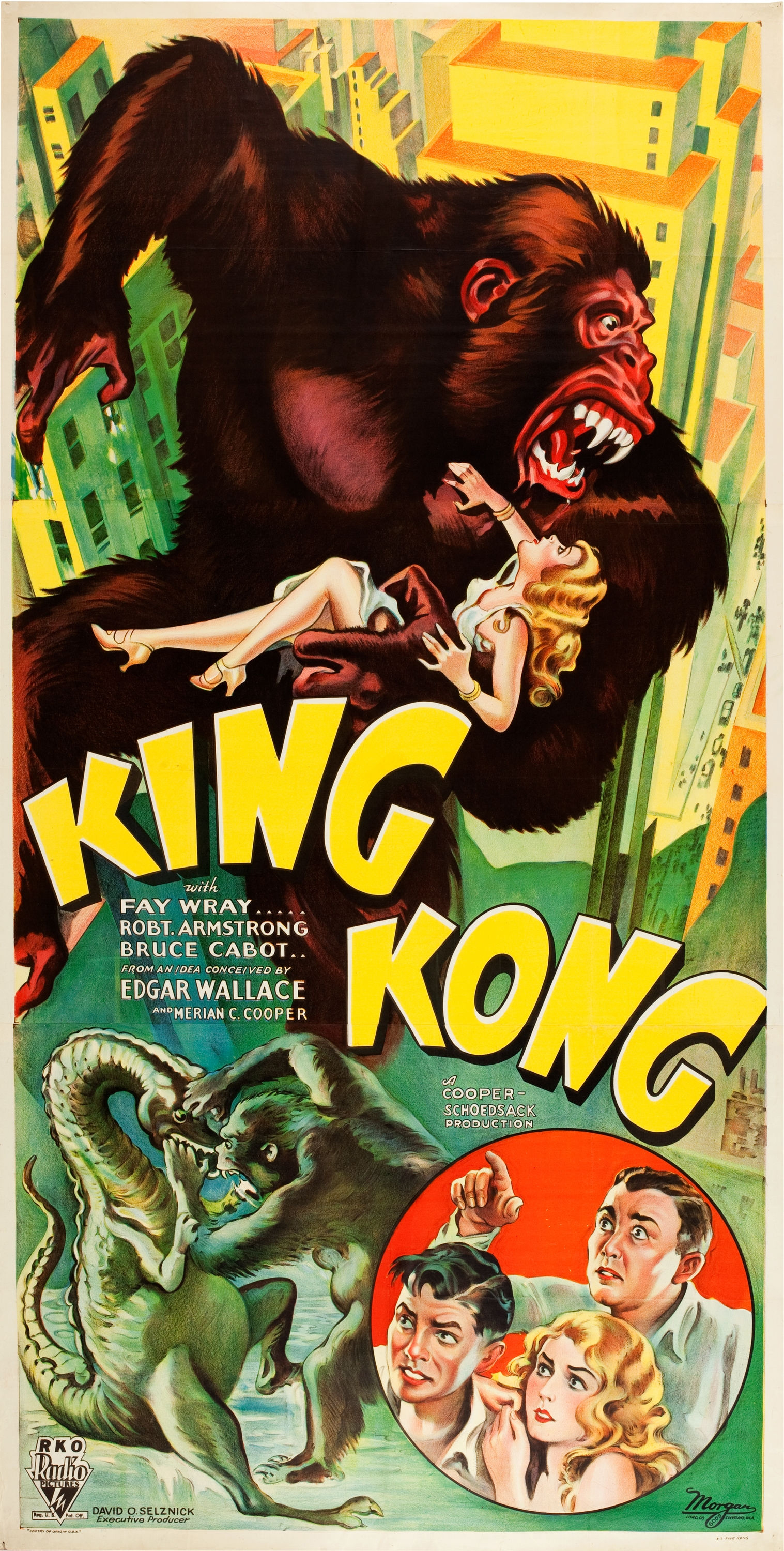
Affiche de 1933.

King Kong change d'apparence selon les adaptations et son lieu de vie peut également varier.
Dans le film original, le nom de Kong lui est donné par les indigènes de Skull Island (« Île du Crâne »), une île imaginaire située au large de Sumatra dans l'Océan Indien, où l'évolution s'est arrêtée il y a des milliers d'années. L'île renferme des dinosaures, comme des allosaures, et autres créatures féroces. Bien que simiesque en apparence, cette première version de King Kong peut toutefois marcher debout de manière anthropomorphique. Ce fut un choix de l'animateur Willis O'Brien, pionnier des effets spéciaux et de l'animation en volume, qui voulait en faire un « homme-singe » plus qu'un véritable gorille. Dans le film de Cooper et Schoedsack, l'un des personnages principaux décrit le monstre comme n'étant « ni Bête, ni Homme » (« no Beast, no Man »).
En 1976, un remake fut tourné par John Guillermin et produit par Dino De Laurentiis. Dans cette adaptation, Kong est un singe humanoïde marchant exclusivement debout. Il vit aussi sur une île appelée Skull Island, mais celle-ci est située dans le Pacifique et elle possède un important gisement de pétrole. Rick Baker, grand spécialiste des costumes et maquillages de monstres, et l'Italien Carlo Rambaldi donnèrent vie au personnage. Dans sa suite, King Kong Lives (1986), le gorille double de taille et devient quadrupède.
En 2005, une nouvelle version fait de King Kong un gorille géant quadrupède et herbivore. Le réalisateur Peter Jackson et l'équipe d'effets spéciaux Weta inventèrent un nom pour l'espèce fictive du gorille : Megaprimatus. Il y est interprété en capture de mouvement par Andy Serkis qui s'était rendu au Rwanda pour être au contact de vrais gorilles des montagnes. Dans ce film, Skull Island est redevenue une île peuplée de dinosaures et autres créatures préhistoriques située près de Sumatra comme dans la version originale.
Dans les films de la Toho, King Kong est un gorille humanoïde destructeur mesurant entre 45 mètres et 20 mètres de haut. Il vit sur une île près des îles Salomon ou de l'Australie. La version nippone du personnage croise plusieurs autres créatures du cinéma fantastique, notamment le célèbre reptile amphibie préhistorique irradié Godzilla dans un film de 1962, King Kong contre Godzilla (Kingu Kongu tai Gojira), réalisé par Ishirô Honda.
Dans le MonsterVerse, plus exactement dans le film Kong: Skull Island, Kong reprend une posture anthropomorphique. Dans le film, il est simplement appelé « Kong ». Il est le dernier représentant connu d'une espèce de primate gigantesque étant vraisemblablement apparue au cénozoïque qui vivait à une époque où des espèces gigantesques parcouraient la Terre. Kong mesure 31 m dans le film et continuera de grandir, étant un adolescent. Le primate vit toujours sur Skull Island (qui est de nouveau placée dans le Pacifique et non près de Sumatra) qui est peuplée de diverses créatures comme les Skullcrawlers (Les Rampants de l'Île du Crâne en VF), terrifiants reptiles lui ayant confisqué ses parents sous ses yeux. Il affronte Godzilla dans le film d'Adam Wingard, Godzilla vs Kong.

## Thématique

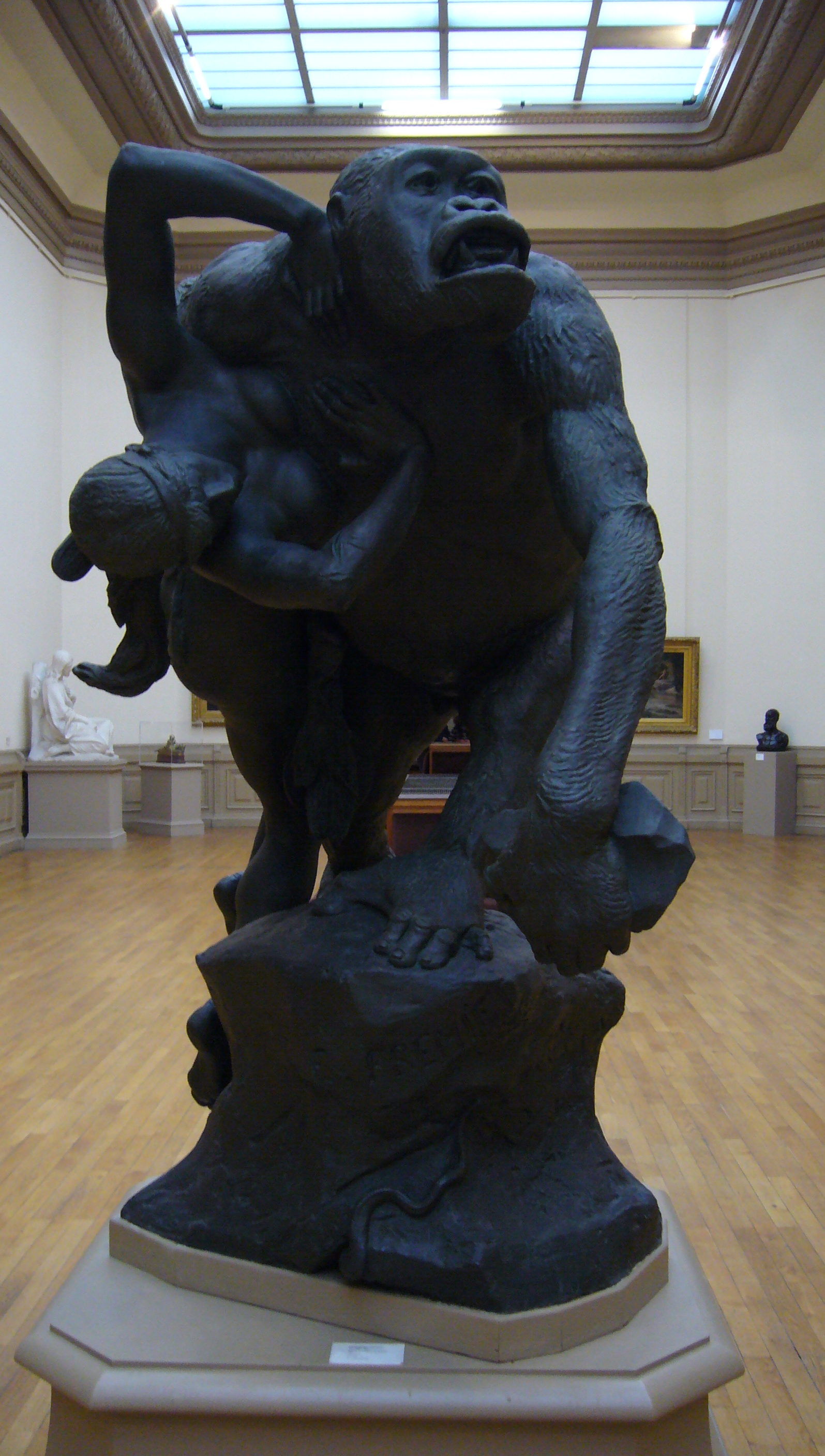
Gorille enlevant une femme, sculpture d'Emmanuel Frémiet, version de 1887.

King Kong est une adaptation cinématographique d'un thème à la mode depuis la moitié du XIXe siècle : la bestialité, qui avait inspiré d'autres artistes, tant des écrivains que des peintres ou des sculpteurs et que les premières observations de gorilles par les Occidentaux peu auparavant avait revivifié. Le jeune sculpteur animalier Emmanuel Frémiet en tira son œuvre scandaleuse Gorille enlevant une femme, refusée au salon de 1859. Exposée malgré tout au salon du Louvre dans une niche, elle était cachée par un rideau que seuls les hommes et les femmes mariées avaient licence de soulever. Le journal Le Temps (ancêtre du Monde) ayant relaté en 1880 que, dans un village gabonais, un gorille égaré et furieux aurait enlevé et molesté une femme, Frémiet réalisa en 1887 une nouvelle version de son Gorille enlevant une femme. La charge érotique de cette œuvre alors célèbre fit grand scandale. Il était prévu de la fondre en bronze afin de l'exposer au public parisien au Jardin des plantes, mais le Museum national d'histoire naturelle de Paris déclina l'offre par crainte de troubles à l'ordre public.
Il fut finalement fondu en 1899 pour être exposé sur la pelouse du Musée américain d'histoire naturelle de New York (aujourd'hui au parc Allerton dans l'Illinois). Le succès relatif de ses reproductions en statuettes les installa sur les cheminées et bureaux d'Américains peu puritains. En 1917, Harry Ryle Hopps s'en inspira pour composer sa fameuse affiche anti-allemande « Destroy this mad brute », dans ses bureaux de Los Angeles, non loin de Hollywood, seize ans avant la sortie du film King Kong.
La célébrité de ce sujet inspira ensuite des romans-feuilletons, des caricatures et, plus tard, les réalisateurs Merian C. Cooper et Ernest B. Schoedsack, qui passèrent du documentaire animalier, dont ils étaient spécialistes dans les années 1930, à une œuvre de fiction.
Dans le roman Les Voyages de Gulliver écrit par Jonathan Swift en 1721, au chapitre V, lors de son voyage à Brobdingnag, le héros est enlevé par un singe géant qui le tient dans sa main. Sans affirmer qu'il s'agit là d'une inspiration directe du film de 1933, on peut y voir une préfiguration.
King Kong explore aussi le thème des « mondes perdus », des terres sauvages et inexplorées abritant d'anciennes espèces disparues. Ce genre, au départ littéraire, est apparu progressivement au fil du XIXe siècle, connaissant un grand succès notamment avec le Voyage au centre de la Terre (1864) de Jules Verne ou les Mines du roi Salomon (1885) de Henry Rider Haggard, puis en 1912 avec Le Monde perdu d'Arthur Conan Doyle et le roman Tarzan seigneur de la jungle d'Edgar Rice Burroughs.
Dans le film, des explorateurs américains en quête de sensationnel vont bouleverser les règles qui règnent sur cet écosystème très ancien en pénétrant sur Skull Island.

## Apparitions

### Filmographie

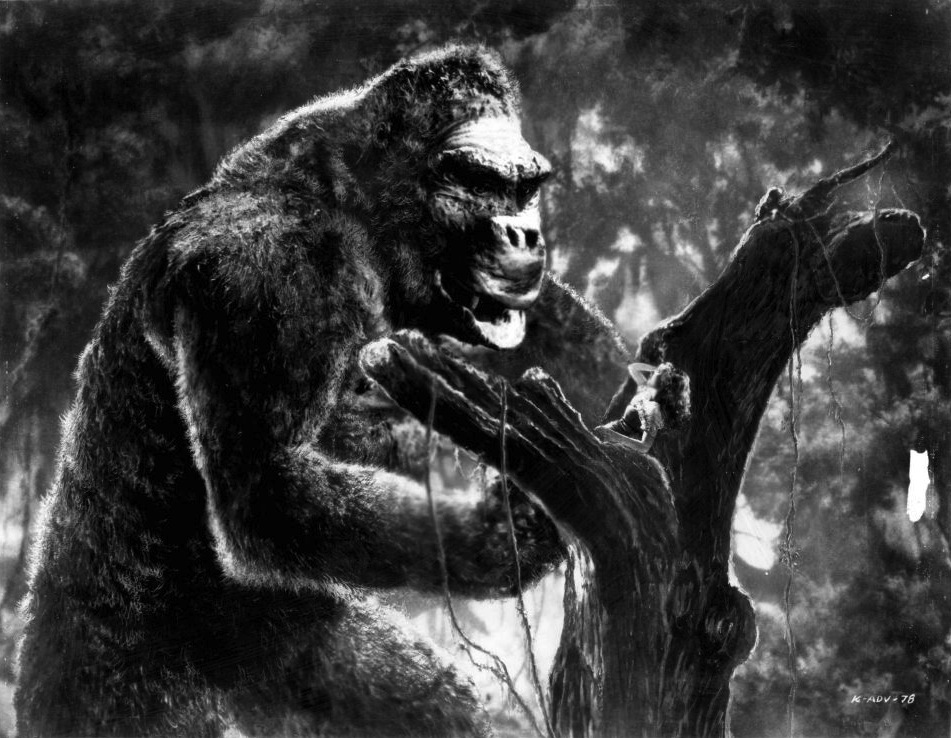
Image promotionnelle de 1933.

#### Cinéma
- 1933 : King Kong, de Merian C. Cooper et Ernest B. Schoedsack
- 1933 : Le Fils de Kong, de Ernest B. Schoedsack
- 1938 : King Kong Appears in Edo (Edo ni arawareta Kingu Kongu : Henge no maki), de Sôya Kumagai (film perdu[6],[7])
- 1962 : King Kong contre Godzilla (Kingu Kongu tai Gojira), de Ishirô Honda
- 1967 : La Revanche de King Kong (Kingu Kongu no gyakushu) (king kong escapes) (King Kong s'est échappé), de Ishirô Honda et Rawkin Arthur
- 1976 : King Kong, de John Guillermin
- 1986 : King Kong 2 (King Kong Lives), de John Guillermin
- 2005 : King Kong, de Peter Jackson
- 2017 : Kong: Skull Island, de Jordan Vogt-Roberts
- 2021 : Godzilla vs Kong, d'Adam Wingard
- 2024 : Godzilla x Kong: The New Empire, d'Adam Wingard

#### Dessins animés
- 1966-1969 : The King Kong Show ;
- 1998 : The Mighty Kong (Kong le roi des singes), vidéofilm de Warner Bros. ;
- 2000-2001 : Kong (Kong: The Animated Series);
- 2005 : Kong : King of Atlantis, vidéofilm de Warner Home Video ;
- 2016-2018 : Kong : King of the Apes, série en co-production américaine, japonaise, canadienne, produite par 41 Entertainment LLC, Arad Animation, et animée par OLM, Digital and Sprite Animation Studios.
- 2023 : Skull Island

#### Copies et parodies
Depuis les années 1930, King Kong a inspiré de nombreux films de monstres mettant en scène des gorilles géants et destructeurs. Beaucoup portent le nom de Kong mais ne sont pas pour autant officiels. Monsieur Joe (ou Mon Ami Joe), film RKO réalisé par Cooper et Schoedsack, peut être vu comme une version de King Kong destinée à un public plus familial.
- 1933 : Japanese King Kong (Wasei Kingu Kongu), de Torajiro Saito
- 1949 : Monsieur Joe (Mighty Joe Young) de Merian C. Cooper et Ernest B. Schoedsack
- 1961 : Konga (panique sur Londres) de John Lemont (en)
- 1965 : Le Roi des singes (Da nao tian gong) de Wan Laiming
- 1976 : King Kong revient ou La Révolte de Kong (A* P* E* ) de Paul Leder
- 1976 : Queen Kong, de Frank Agrama
- 1977 : Le Colosse de Hong Kong, de Ho Meng-hua
- 1985 : King Kongs Faust de Heiner Stadler
- 1998 : Mon ami Joe (Mighty Joe Young)
- 2007 : Kinky Kong de John Bacchus
- 2007 : The King of Kong: A Fistful of Quarters de Seth Gordon
- 2010 : Banglar King Kong de Sharmin Osman (comédie musicale produite au Bangladesh[8])

Clins d'œil
- 2018 : Ready Player One, de Steven Spielberg (lors de la course automobile)
- 2021 : Space Jam : Nouvelle Ère, de Malcolm D. Lee (apparaît dans le public lors du match de basket)

### Livres
Romans
- 1932 : King Kong, par Delos W. Lovelace. Novélisation du film de 1933 ;
- 2004 : Kong: King of Skull Island, par Joe DeVito et Brad Strickland. Préquelle et suite du film de 1933 ;
- 2005 : King Kong, de Joe DeVito et Brad Strickland. Révision du scénario du film de 1933 ;
- 2005 : King Kong: The Island of the Skull, par Matthew Costello ;
- 2005 : King Kong, par Christopher Golden. Novélisation du film de 2005 d'après le scénario de Fran Walsh, Philippa Boyens et Peter Jackson ;
- 2020 : King Kong of Skull Island: Exodus et King Kong of Skull Island: The Wall, de Joe DeVito.

Bandes dessinées
- 1965 : King Kong, Editorial Orisaba
- 1972 : King Kong le robot (Mytek the Mighty) : Éditions de l'Occident, 32 numéros petit format
- 1974 : King Kong, Gold Key Comics/Éditions Williams France/Sagédition
- 1977 : King Kong, adaptation du film de 1933
- 2005 : King Kong, Dark Horse Comics : adaptation du film de 2005.
- 2007 : Kong: King of Skull Island, par Chuck Satterlee, Joe DeVito et Dan O'Connor. Préquelle et suite du film de 1933
- 2019 : The Kong Crew, Ankama Éditions, par Éric Hérenguel
- 2020 : King Kong, roman de la littérature de jeunesse écrit par François Roca et illustré par Fred Bernard.

### Jeux vidéo
- King Kong (Atari 2600)[Quand ?]
- Kong: King of Atlantis (GBA)[Quand ?]
- 2005 : Peter Jackson's King Kong : le jeu officiel par Ubisoft Montpellier

### Autres
Jeux de société
- 1976 : King Kong, édité par Ideal. Pour 2 à 4 joueurs d'une durée de 20 minutes.
- 2005 : King Kong, échiquier complet de collection. Sculpté par Weta Workshop, limité à 1 500 pièces.